# メーダー
メーダー (ドイツ語: Meeder) は、ドイツ バイエルン州 オーバーフランケン行政管区 コーブルク郡に属す町村（以下、本項では便宜上「町」と記述する）。

## 地理
メーダーはイッツ川支流のズルツバッハ川が作る渓谷盆地に位置する。北はランゲ山地が境界をなし、南にはカレンベルクの森が広がる。

### 隣接する市町村
北から時計回りに列記する：ファイルスドルフ、アイスフェルト、ラウタータール、コーブルク、バート・ローダッハ

### 自治体の構成
この町は、公式には18の地区 (Ort) からなる。このうち小集落や孤立農場などを除く集落を以下に列記する。
| - アールシュタット - ボイアーフェルト - ドロッセンハウゼン - グロースヴァルブール - クラインヴァルブール - ケスフェルト | - メーダー - ミルスドルフ - モッゲンブルン - ナイダ - オットヴィント - ヴィーゼンフェルト・バイ・コーブルク |

## 歴史
メーダーは、1074年の記録に初めて登場する。1125年にはすでに市場の開催権が与えられている。これは、フランケン地方で市場の開催権が認められた最も早い事例の一つとなっている。三十年戦争は、メーダーに深刻な荒廃をもたらした。1892年メーダーに鉄道が建設された。メーダーが現在の形で一体の自治体となったのは、1978年のバイエルン州の自治体再編によるものである。

### 紋章
図柄：盾型の上部は、黒と金色で三分された下地の上に緑色の菱環の弧が描かれている。その下は緑色の地に銀色でメーダーの教会が緑の大地に建っている様に描かれている。

## 経済と交通
メーダーは田舎の風情である。人口の多くはコーブルクへ働きに行っている。
メーダーには、コーブルク、バート・ローダッハ、ウンターラウターとアールシュタットとを結ぶ街道が走っている。この町はコーブルクとバート・ローダッハを結ぶ鉄道の沿線にあり、町内にはメーダー駅の他にヴィーゼンフェルトとグロースヴァルブールの2つの駅がある。
アウトバーンA73 ズール - ニュルンベルク線は、この町の領域を通っている。コーブルク北 出入り口はメーダーの南8kmのところにある。

## 文化と見所

### 建造物

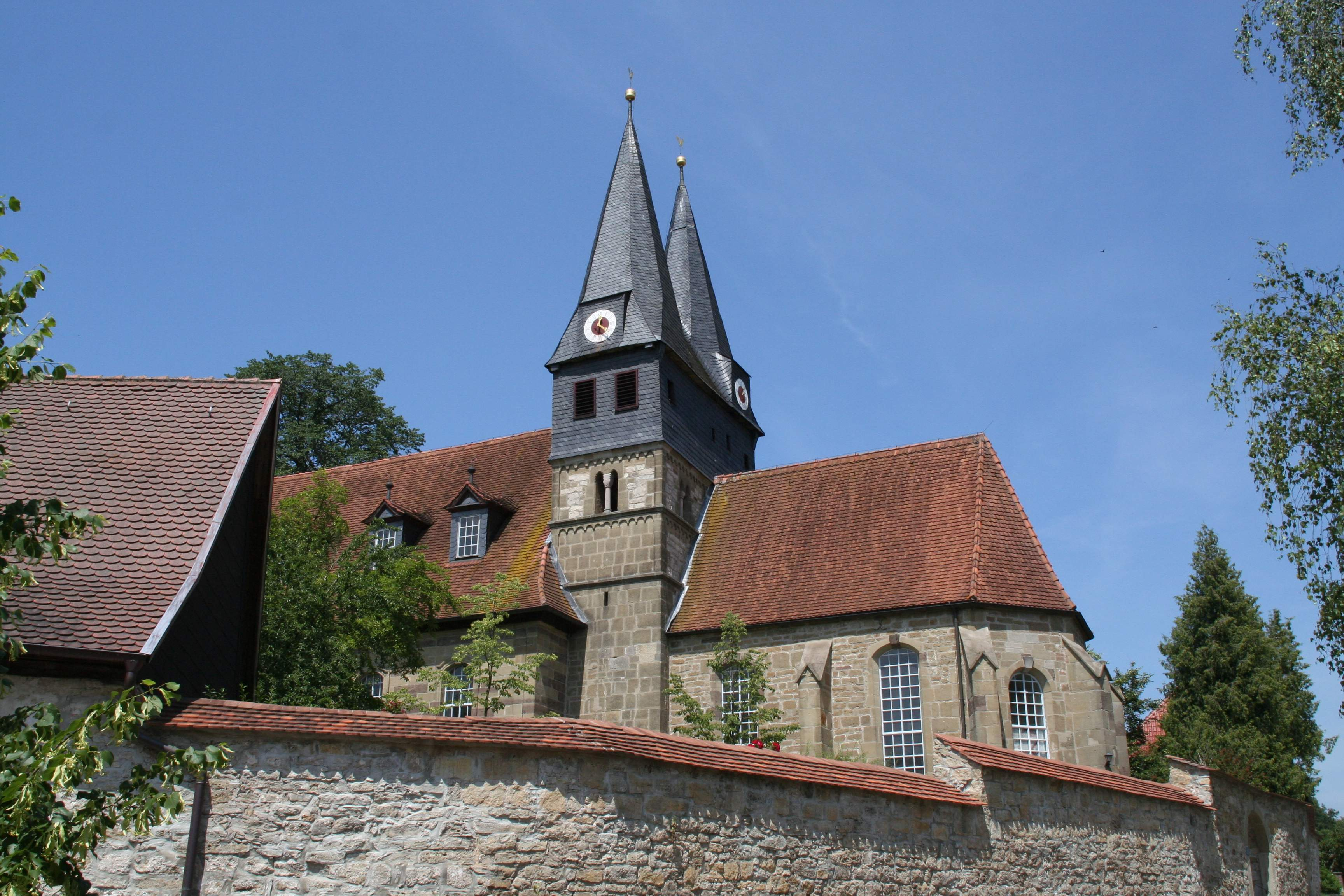
聖ラウレリウス教会
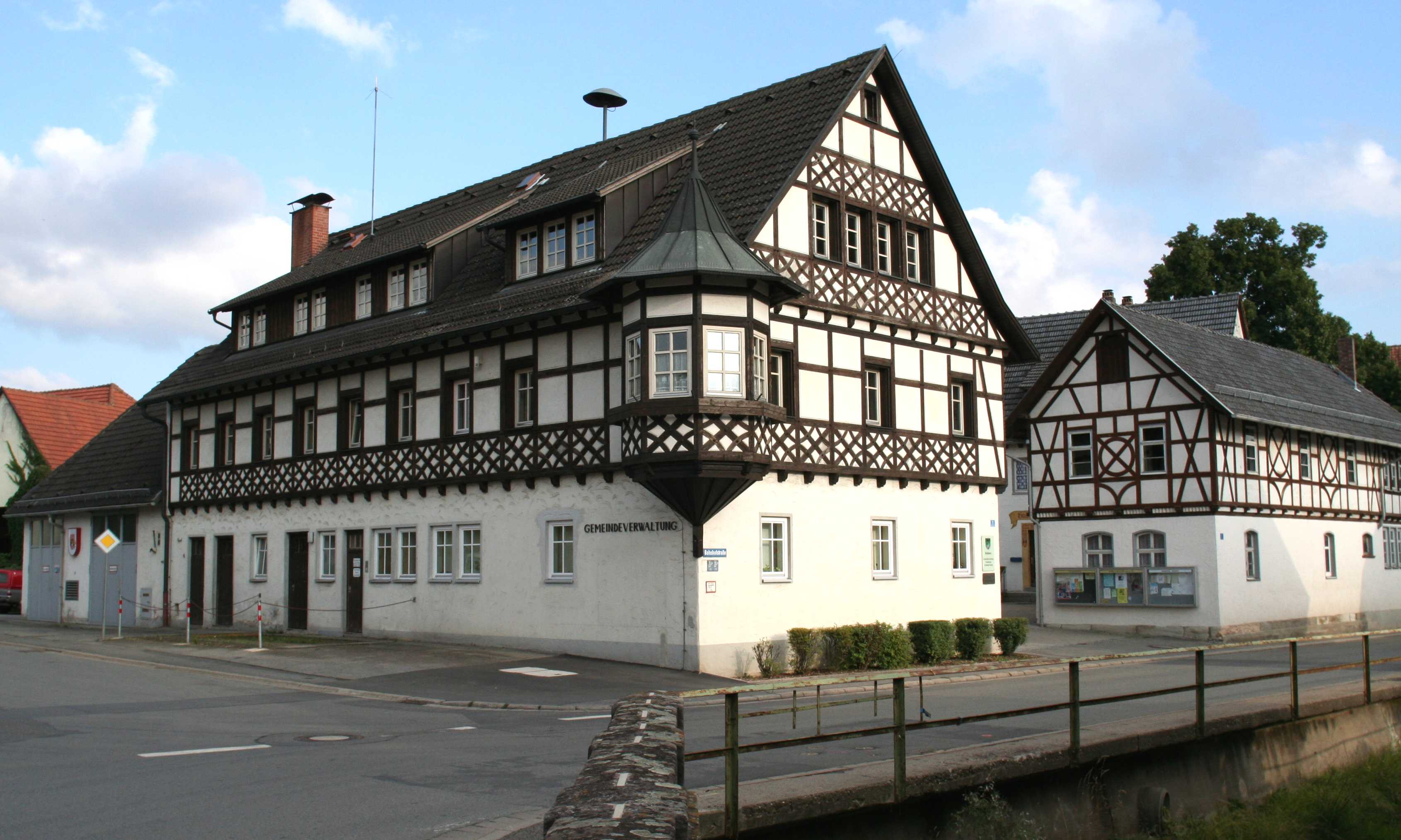
ラートハウス（市議会堂）
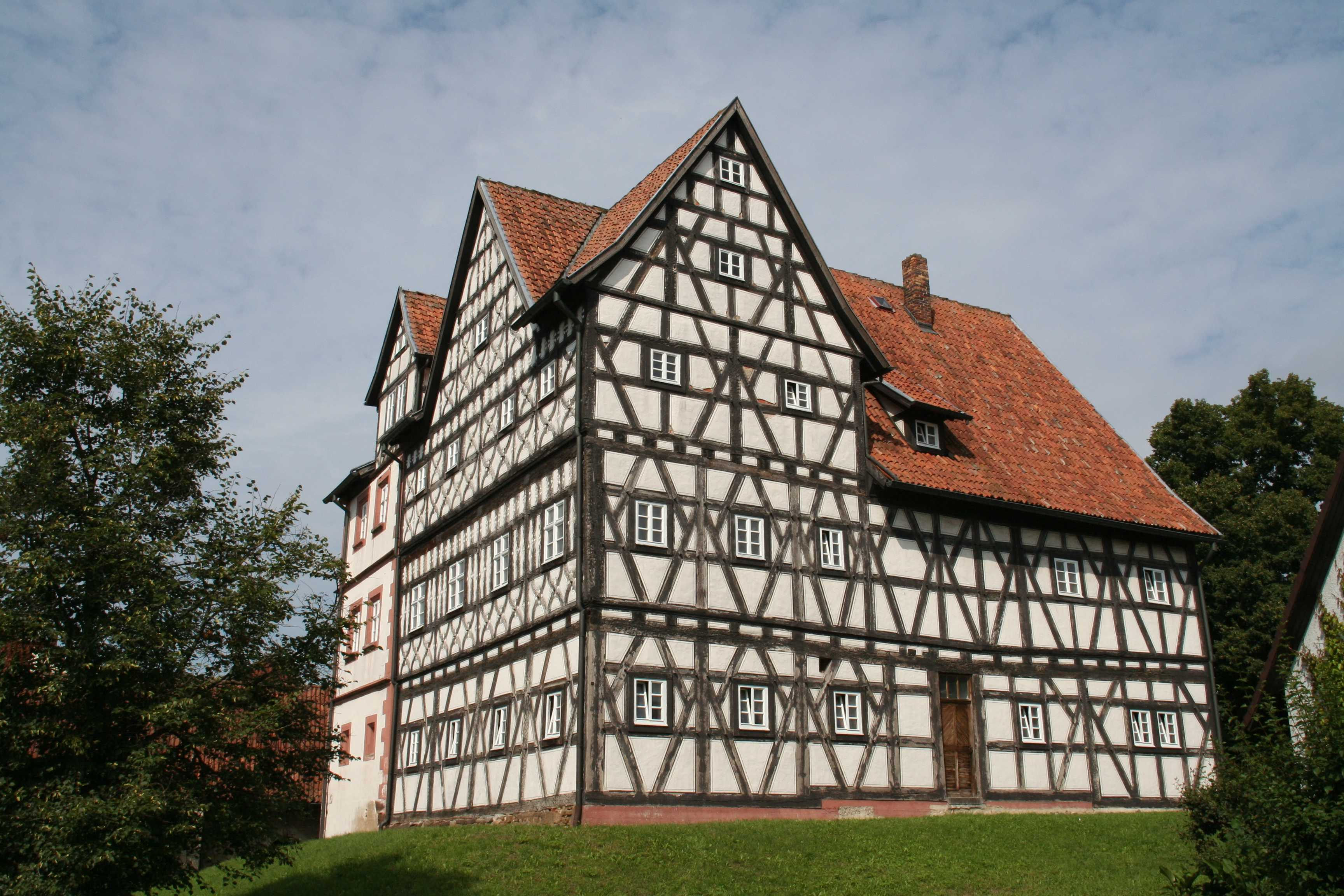
シュテルンベルク城

メーダーには高さ68mの鉄塔が建っている。このポツンと建っている鉄塔は、1990年頃まで、DECCA-ナビゲーションシステムの送信アンテナとして用いられていたものである。今日では超短波通信の送信アンテナの役割を担っている。

## 出身者
- ヨハン・ニコラウス・フォーケル (Johann Nikolaus Forkel、1749-1818)：音楽家、音楽学者

## 引用
1. ↑  https://www.statistikdaten.bayern.de/genesis/online?operation=result&code=12411-003r&leerzeilen=false&language=de Genesis-Online-Datenbank des Bayerischen Landesamtes für Statistik Tabelle 12411-003r Fortschreibung des Bevölkerungsstandes: Gemeinden, Stichtag (Einwohnerzahlen auf Grundlage des Zensus 2011)
2. ↑  Bayerische Landesbibliothek Online